# Меертс, Ламбер Жозеф
Ламбер Жозеф Меертс (фр. Lambert Joseph Meerts; 11 января 1800, Брюссель — 13 мая 1863, там же) — бельгийский скрипач и музыкальный педагог.

## Биография
С 16 лет играл в театральном оркестре в Антверпене, затем учился в Париже у Шарля Филиппа Лафона, Пьера Байо и Франсуа Абенека. Затем вернулся в Брюссель, с 1828 г. играл в городском оркестре, а с 1832 г. преподавал в Брюссельской консерватории (среди его учеников, в частности, Гуго Хеерман, Луи ван Вафельгем и Жан-Батист Акколаи). В оставленных Меертсом композициях, преимущественно педагогического назначения, особое место занимают дуэты для двух скрипок.